# Scopula regenerata
Scopula regenerata là một loài bướm đêm trong họ Geometridae.